# Zátor

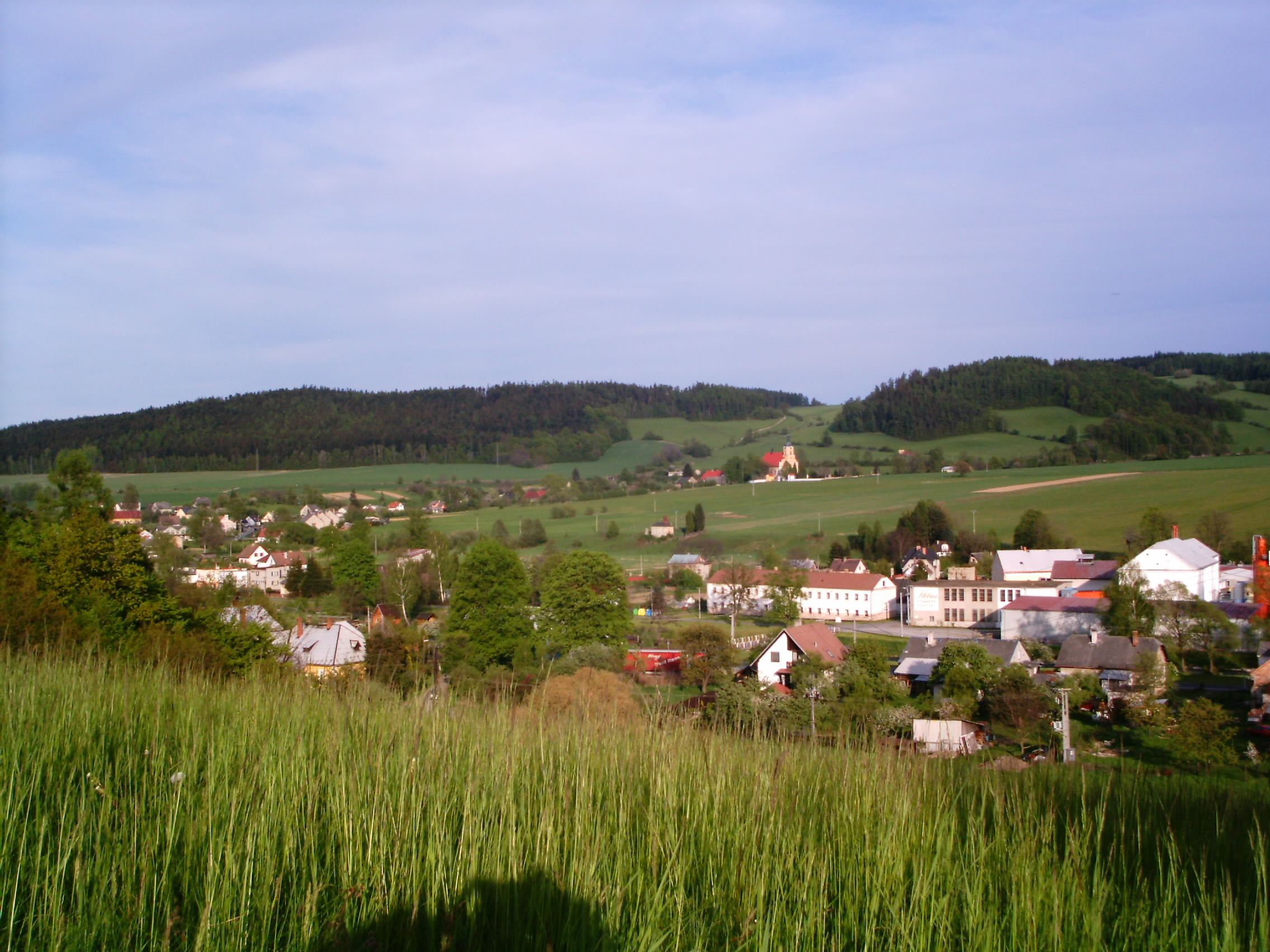
Ansicht von Zátor

Zátor (deutsch  Seifersdorf , polnisch Zator) ist eine Gemeinde im Okres Bruntál  in der tschechischen Mährisch-Schlesischen Region.

## Geographie
Der Ort liegt in den Sudeten in einem rechten Seitental der Oppa, etwa acht Kilometer südwestlich von     Krnov  und 55,5 Kilometer nordwestlich von    Ostrava.   Bruntál ist elf Kilometer entfernt.
Geomorphologisch gehört die Ortschaft zur Böhmischen Masse, im Niederen Gesenke, einem Ausläufer der südöstlichen Sudeten.

## Gliederung und Wirtschaft
Die Ortschaft  besteht aus zwei Ortsteilen: Dem Hauptort Zátor, sowie dem Ortsteil Loučky (deutsch Wiese), die zugleich auch Katastralbezirke bilden.
Die Gemeinde ist zu 44,5 Prozent aus landwirtschaftlicher Nutzfläche (20,5 Prozent Ackerland, 21 Prozent Wiesen und Weiden), zu 45 Prozent aus Wald, sowie zu 9,5 Prozent mit bebauten Bereichen strukturiert.

## Geschichte
Das Dorf und die Festung Sator (lateinisch „Der Säer“; siehe auch die Ähren im Wappen des Ortes) wurde im Jahr 1377 erstmals erwähnt, als es durch Stephen von Varanovich nach einer Schenkung von Herzog Johann I. von Troppau-Ratibor in Besitz genommen wurde.
Im Münchner Abkommen wurde Seifersdorf 1938 dem Deutschen Reich zugesprochen; das Dorf gehörte bis 1945 zum Landkreis Jägerndorf, Regierungsbezirk Troppau, im Reichsgau Sudetenland. Die deutschen Einwohner wurden nach dem Zweiten Weltkrieg von tschechoslowakischen Milizen aus Seifersdorf vertrieben.

## Demographie
| Jahr | Einwohner | Anmerkungen                    |
| ---- | --------- | ------------------------------ |
| 1834 | 612       | deutsche katholische Einwohner |
| 1930 | 785       | [ 6 ]                          |
| 1939 | 814       | [ 6 ]                          |

## Verkehr
Zátor liegt an der Kreisstraße I/45, die von Bruntál nach Krnov führt.
Der Ort befindet sich an der Bahnstrecke Olomouc–Opava východ (Streckennummer der SŽDC: 310).

## Persönlichkeiten
- Bert Rudolf (1905–1992) – Komponist, Dirigent und Musikkritiker

## Bildergalerie

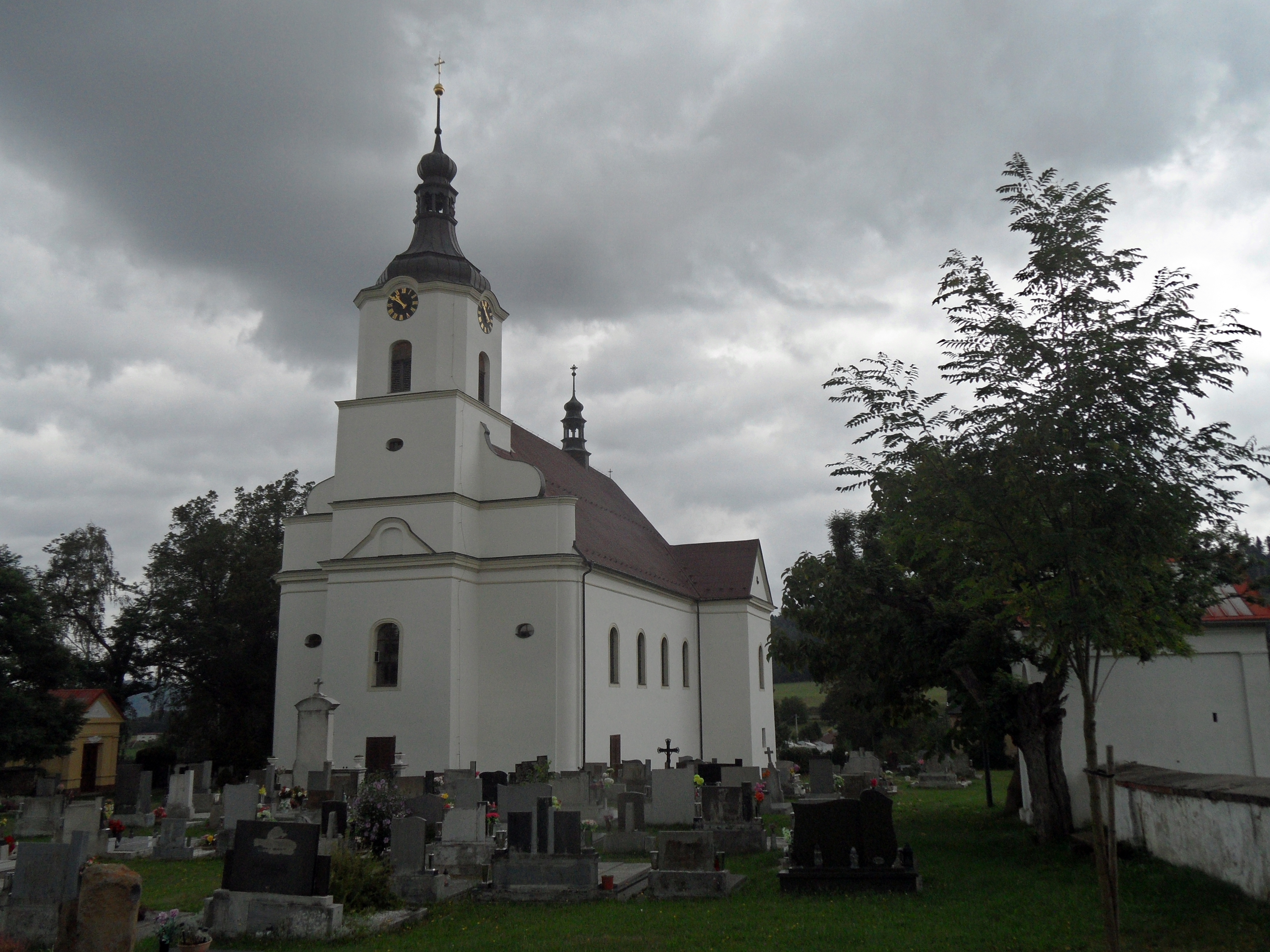
Kirche der Heiligen Dreifaltigkeit
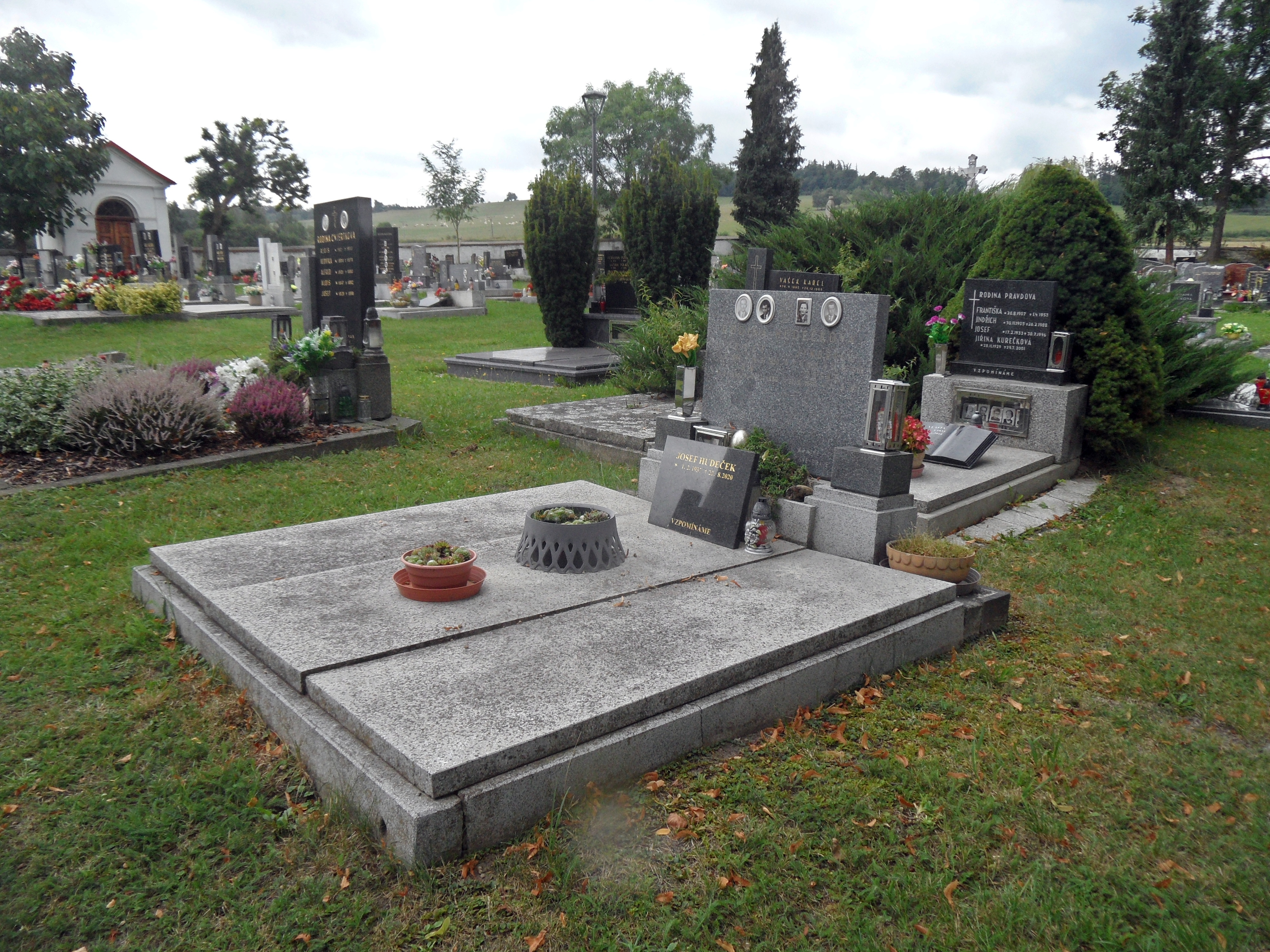
Friedhof
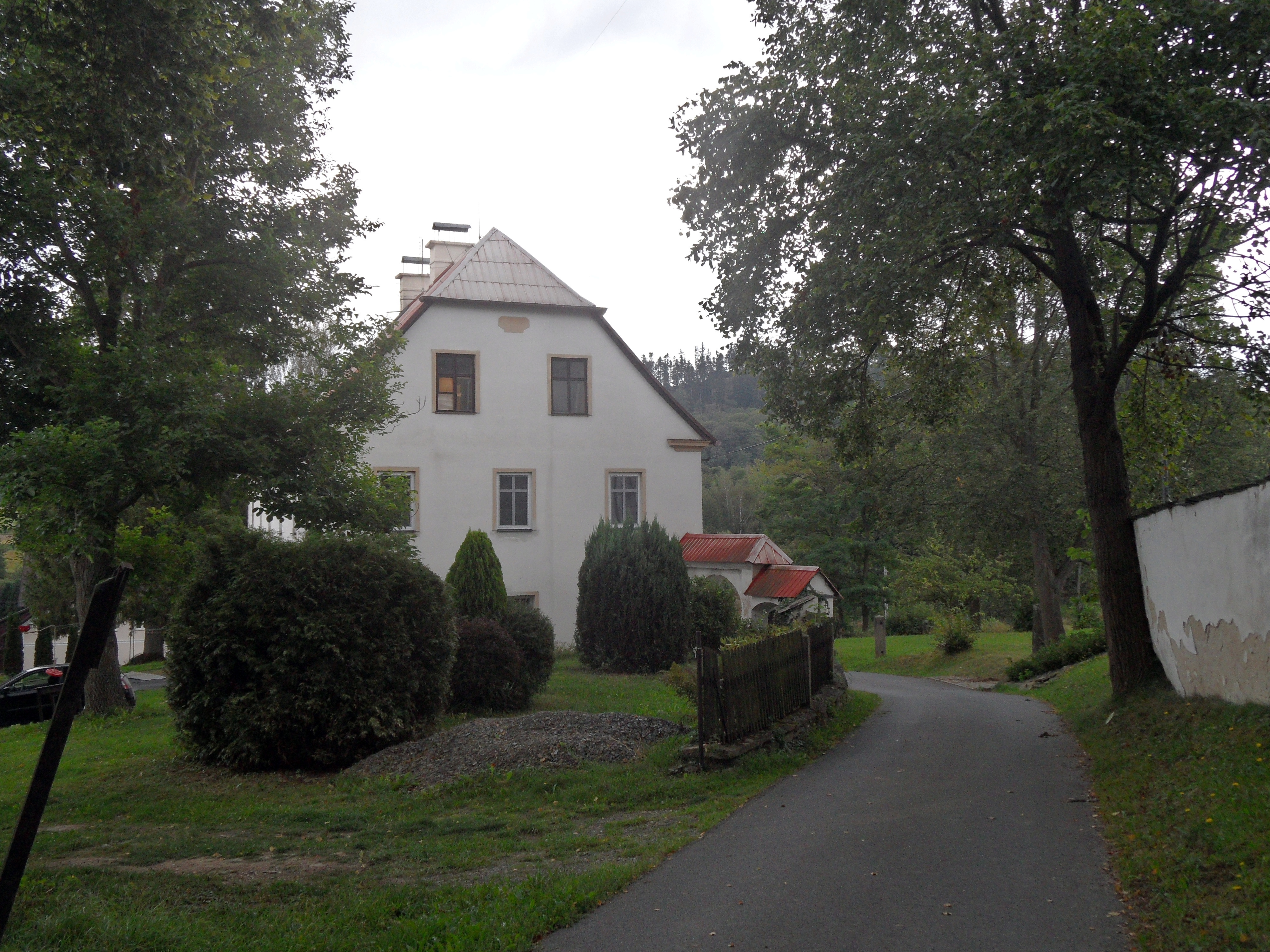
Römisch-katholisches Pfarrhaus
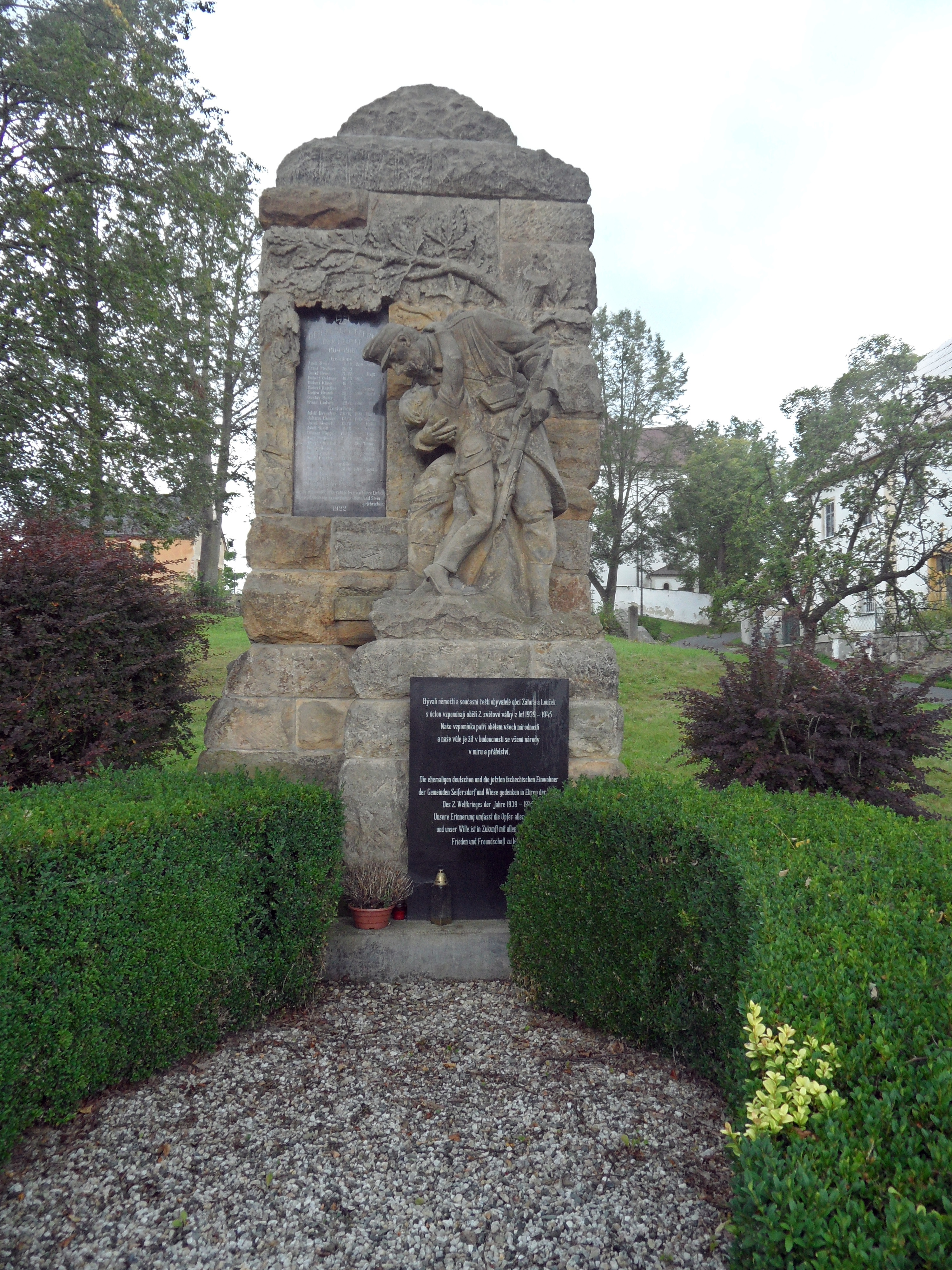
Denkmal für die Kriegsopfer
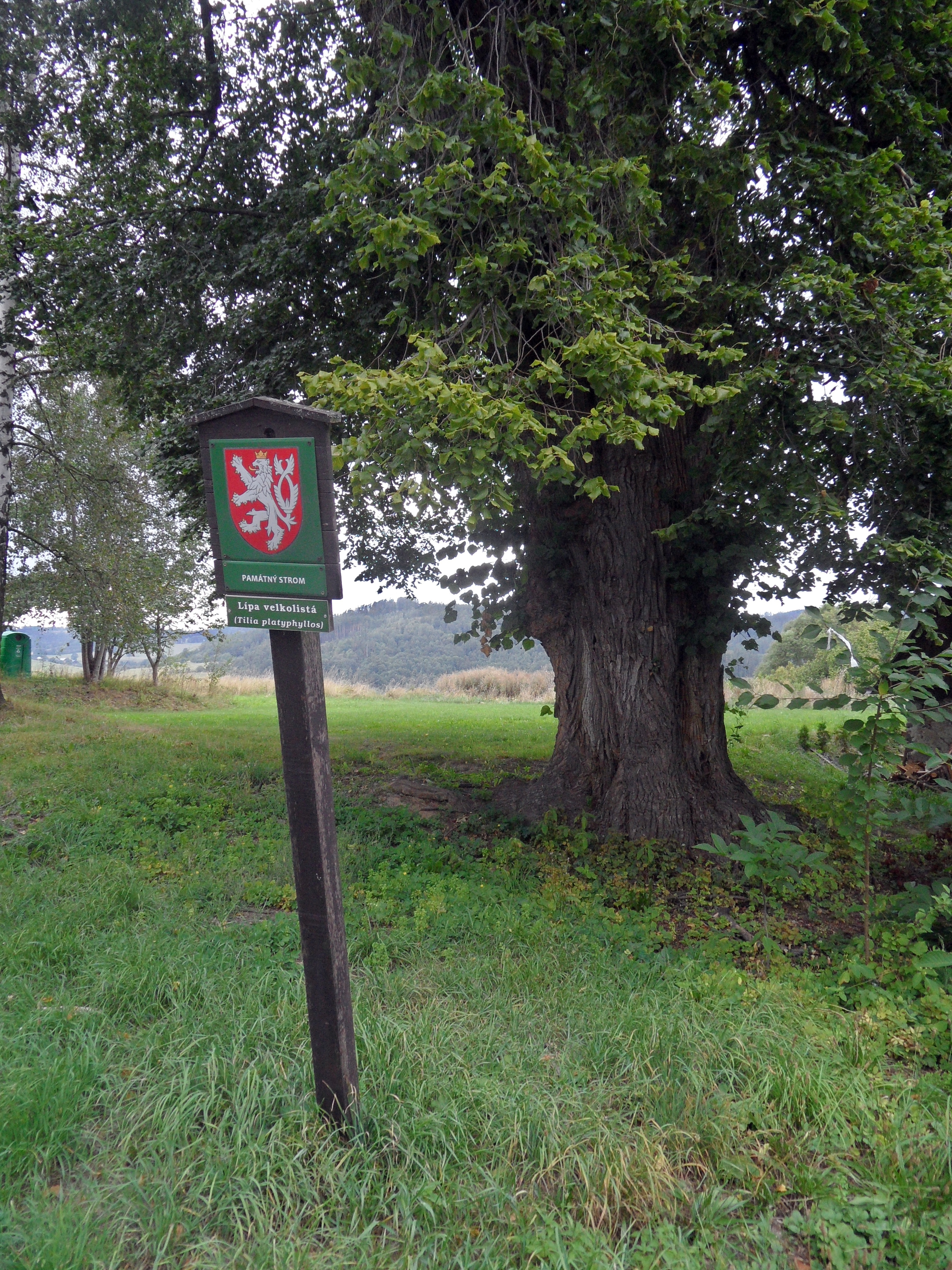
Gedenkbaum (Tilia platyphyllos)